# Natufische cultuur
De Natufische cultuur, ook Natufien genoemd, was tussen ca. 12.000 v.Chr. en 9.000 v.Chr. een naar de wadi an-Natuf genoemde epipaleolithische cultuur in het Mediterrane deel van de Levant.
Een bijzonder kenmerk van deze cultuur is dat de bevolking al vóór de invoering van de landbouw leefde in permanente nederzettingen. De Natufiërs waren waarschijnlijk de voorouders van de bouwers van de eerste neolithische nederzettingen in dat gebied, waarschijnlijk de oudste nederzettingen ter wereld. Deze sedentaire leefwijze zou mogelijk gemaakt kunnen zijn door de overvloed aan natuurlijke hulpbronnen en een gunstig klimaat.

## Nederzettingen

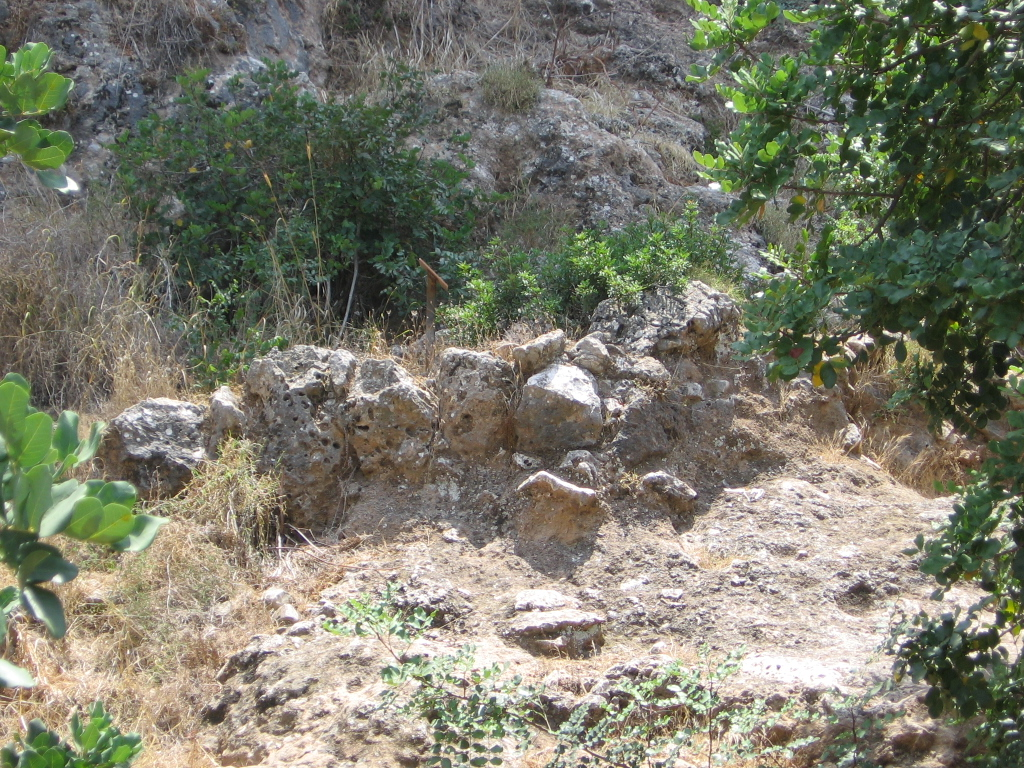
Resten van een Natufisch huis, El-Wad-terras, Israël

De hoge bergen van de Libanon en de Anti-Libanon, de steppes van de Negev in Israël, de Sinaï en de Syrische woestijn boden slechts plaats aan kleine Natufische nederzettingen, enerzijds doordat er maar weinig groeide, anderzijds doordat kuddes wilde grazers dit gebied kaalvraten.
De huizen van de Natufiërs waren rond, 3–6 meter in doorsnee, en gedeeltelijk onderaards, beschut door rotswanden. Ze hadden vaak een fundering van natuursteen. De bovenkant van de woningen werd waarschijnlijk van sprokkelhout gemaakt. Van de in het latere prekeramische Neolithicum A veel gebruikte lemen tegels is geen spoor gevonden. De meestal ronde vuurplaats bevond zich in het midden van de huizen.
De dorpen hebben een oppervlakte tot 1000 m2. Kleinere nederzettingen worden geïnterpreteerd als minder permanente verblijfplaatsen (kampen). Sporen van herbouw in bijna alle opgegraven nederzettingen wijzen erop dat men vaak van woonplaats veranderde. In de nederzettingen woonden naar schatting 100 tot 150 mensen, maar er zijn kleine, middelgrote en grote nederzettingen gevonden. Er is vrijwel niets gevonden waaruit op te maken valt dat de Natufiërs voorraden bewaarden.

## Materiële cultuur

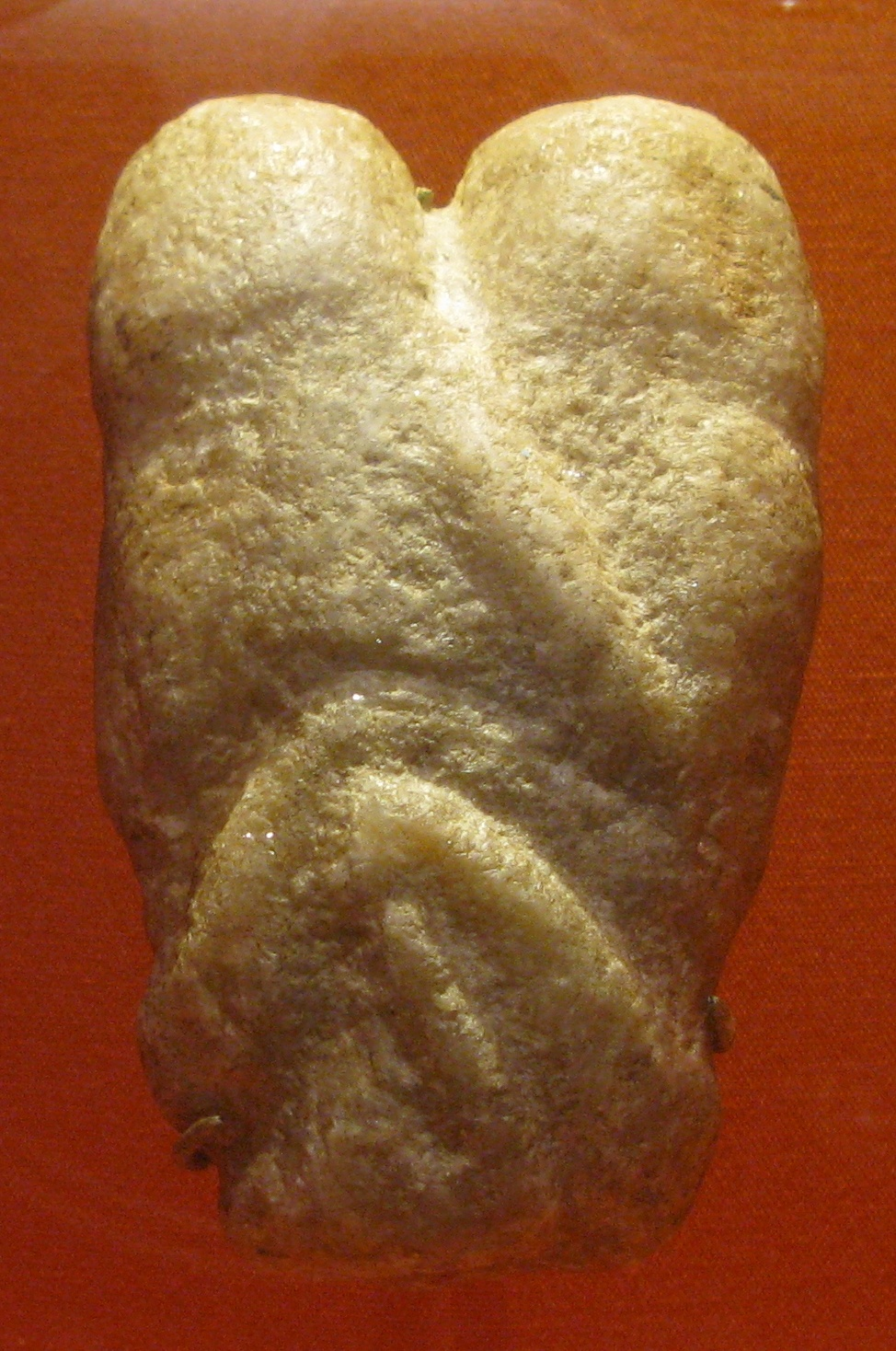
het liefdespaar van Ain Sakhri

Het Natufien had een microlietindustrie die korte klingen vervaardigde. Hun vuurstenen werktuigen werden niet geslepen, maar met andere stenen in de gewenste vorm geslagen.
Er waren stenen gereedschappen beschikbaar waarmee men granen kon verwerken: sikkels met een blad van vuursteen, vijzels en maalstenen.
Sikkelvormige lemmeten verschijnen hier voor het eerst. De kenmerkende glans toont aan dat ze gebruikt werden om de silicarijke stengels van granen door te snijden, een indirect bewijs voor het begin van landbouw. Dat boogschieten werd beoefend blijkt uit de gekerfde  stenen die werden gebruikt om pijlschachten recht te maken.
Er werden veel werktuigen van been gemaakt, zoals harpoenen en vishaken. Steen en been werden verwerkt tot hangers en andere sieraden. Er zijn ook wat van kalksteen gemaakte beeldjes van mensen gevonden (El-Wad, Ain Mallaha, Ain Sakhri), maar men had waarschijnlijk een voorkeur voor het afbeelden van gazellen.

## Ontstaan van landbouw
Het Natufien heeft zich ontwikkeld uit de Kebaracultuur, een cultuur van jager-verzamelaars die een rondtrekkende levenswijze hadden. Er is uit deze periode niet veel plantaardig materiaal bewaard gebleven (door de daarvoor ongeschikte bodem), maar er werden waarschijnlijk wilde granen, peulen, amandelen, eikels en pistachenoten verzameld. Al vroeg begon men de wilde gewassen enigszins te beschermen tegen wilde dieren.
Later ging men meer aandacht schenken aan deze gewassen. Volgens een theorie was de ontwikkeling van de landbouw het gevolg van een klimaatverandering. De Jonge Dryas (ca. 10.700 - 9.560 v. Chr.) was een koudeperiode waardoor het klimaat in het Nabije Oosten veel droger werd. Dit zou de wilde granen in gevaar hebben gebracht, die niet meer konden concurreren met planten die beter tegen droogte bestand waren. De (al in nederzettingen wonende) mensen hadden die wilde granen echter nodig om hun relatief grote bevolking in stand te kunnen houden. Door te wieden en van elders verkregen zaad te planten begonnen ze met het beoefenen van landbouw.
Uit verschillende vondsten blijkt dat de Natufiërs waarschijnlijk al begonnen zijn met het opzettelijk kweken van granen. Ze gebruikten in elk geval wilde grassen. De Natufiërs kozen centrale plekken uit om te wonen zodat de wilde granen in alle drie zones geoogst konden worden. Maar doordat het klimaat droger werd moest men zich beperken tot plaatsen waar altijd water te vinden was.
Verder leefde men van de jacht en visserij. Uit de gevonden botten valt op te maken dat vooral op gazellen gejaagd werd. Daarnaast vingen ze herten, wilde runderen en wilde zwijnen en in het steppegebied ook wilde ezels en steenbokken. In de Jordaanvallei stonden ook watervogels en zoetwatervis op het menu. Botten van dieren uit Salibiya (12.300–10.800 jaar geleden) zijn voor sommige archeologen aanleiding geweest om te denken dat de bevolking in groepen met netten jaagde.
Recente ontdekkingen tonen aan dat er mogelijk al rond 20.000 v. Chr. experimenten met graanveredeling waren, en dat in het Midden-Oosten en Anatolië het neolithicum al 10.900 v. Chr. stevig was gevestigd.

## Samenleving en religie
Er zijn nog weinig tekenen van specialisatie of hiërarchie in deze samenleving. 
Van religie zijn geen sporen gevonden. Men vermoedt dat er aan voorouderverering werd gedaan. In Ain Mallaha zijn sporen van paalgaten gevonden, welke voor rituelen gebruikt kunnen zijn.

## Bier en brood
De oudste sporen van bierbrouwen zijn aangetroffen bij de Natufiërs. Klaarblijkelijk gebruikten ze de alcoholische drank bij hun rituelen aan vooroudergraven in de grot van Raqefet. De graanresten in de opgegraven vijzels zijn ongeveer 13.000 jaar oud, millenia vóór de eerste landbouw, toen de Natufiërs een semisedentair volk van verzamelaars waren. De verzamelde tarwe en gerst werd via een complex proces (mouten, vermalen, opwarmen, vergisten) omgezet tot bierpap. Deze bevindingen, met een datering tussen 11.700 en 13.700 cal BP, bieden steun aan de hypothese dat bierbrouwen voorafging aan de landbouw en mogelijk zelfs de reden was waarom de mens is begonnen met het cultiveren van granen. Dit blijft echter speculatief want ook het ongerezen brood van de Natufiërs heeft sporen nagelaten van vóór de landbouw. In het Noord-Jordaanse dorp Shubayqa 1 zijn vijftien broodkruimels aangetroffen van ongeveer een halve centimeter groot, met een koolstofdatering van 14.400–14.200 cal BP.

## Gedomesticeerde honden
De Natufische cultuur was een van de eerste die honden gedomesticeerd heeft. De hechte band tussen de mensen en hun honden blijkt uit de graven bij Ain Mallaha in het noorden van het huidige Israël (10.000 v.Chr.).

## Handel met verre streken
Bij Ain Mallaha zijn Anatolisch obsidiaan en schelpdieren uit het Nijldal gevonden. De bron van kralen van malachiet is nog niet ontdekt.

## Vindplaatsen
Enkele Natufische vindplaatsen zijn:
- Syrië: Tell Abu Hureyra, Mureybet, Yabrud
- Israël: Ain Mallaha, Ein Gev, HaYonim, Nahal Oren, Salibiya
- Libanon: Beidha, Jeita, Burj el-Barajneh, Jabal es Saaide, Aammiq
- Westelijke Jordaanoever: El-Wad, Shuqba, Tell es-Sultan, Jericho